# Emma Millar
Pour les articles homonymes, voir Millar.
Emma Millar, née le 9 décembre 1991 à Paraparaumu, est une joueuse professionnelle de squash représentant la Nouvelle-Zélande. Elle atteint en juillet 2017 la  86e place mondiale sur le circuit international, son meilleur classement. Elle est championne de Nouvelle-Zélande en 2020.

## Palmarès

### Titres
- Championnats de Nouvelle-Zélande : 2020[2]